# Lipowka (rejon zadoński)
Lipowka (ros. Липовка) – wieś (sieło) w Rosji, w obwodzie lipieckim, w rejonie zadońskim. W 2010 liczyła 44 mieszkańców.